# Schloss Kling

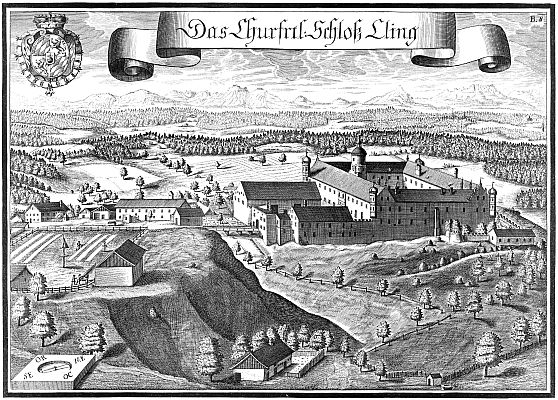
Das kurfürstliche Schloss Kling nach einem Stich von Michael Wening von 1721

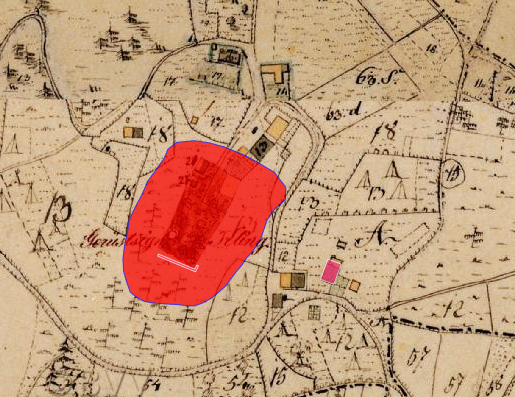
Lageplan von Schloss Kling auf dem Urkataster von Bayern

Das abgegangene Schloss Kling war der Mittelpunkt eines der größten altbayerischen Landgerichte und befand sich im Ortsteil Kling (Kling 35) der heutigen Gemeinde Babensham im Landkreis Rosenheim von Bayern. Die Anlage ist unter der Aktennummer D-1-87-116-34 als denkmalgeschütztes Baudenkmal von Kling verzeichnet. Ebenso wird sie als Bodendenkmal unter der Aktennummer  	D-1-7939-0071 im Bayernatlas als „Burgstall des Mittelalters und der frühen Neuzeit ("Schloss Kling")“ geführt.

## Geschichte
Von der mittelalterlichen Burg Kling ist kaum etwas bekannt. Ein Walter von Kling erscheint um 1070 als Vogt des Klosters Ebersberg. Aus seiner Ehe mit einer Hemma ging wieder ein Walther († vor 1115) hervor, der letzte der Grafen von Kling. Kling muss als Allodialgrafschaft aufgefasst werden, da mit der Bezeichnung von Kling eine Burg als Zentrum seines Herrschaftsgebietes angesehen werden muss. Der letzte Graf von Kling stammte mütterlicherseits von den Grafen von Andechs-Dießen ab; von daher kann nach dem Tod des Walthers auf ein Erbe an diese Familie geschlossen werden, danach sind die Grafen von Wasserburg die Herren auf Kling. Graf Konrad von Wasserburg war der letzte seines Geschlechts. Er war 1247 von seinen Besitzungen von den Herzögen von Bayern im Kampf zwischen Kaiser und Papst vertrieben worden; rechtlich wirksam wurde die Übernahme durch die Wittelsbacher erst 1259 nach dem Tode Konrads. Bereits 1266 war die Burg Kling Sitz eines herzoglichen Landrichters mit dem Namen Walther; weiter Landrichter waren Friedrich der Kienberger (1335), Konrad Türndl (1356), Konrad Brand (1363), Peter Schreiber (1373) und Stephan Kitzinger (1416). Die Existenz der Burg Kling geht auch aus dem 1278/80 abgefassten bayerischen Urbar hervor, das die Lehen des Dekans von Schnaitsee als Tauschgegenstand für die Gärten zu Klingenberg nennt (castro Chlingenperch). Die bayerischen Teilungsurkunden von 1310 und 1392 führen Chlingenperch diu Purch auf, Kling fiel dabei an die Münchener Linie der Wittelsbacher. Ein Umbau der Veste Kling wurde anlässlich der Übernahme der Burg durch die bayerischen Herzöge 1343 vorgenommen; dabei erteilte Kaiser Ludwig der Bayer den Klöstern Rott, Attel und Seeon sowie der Propstei Vogtareuth für die Dienste am Bau der Ringmauer Steuerfreiheit.

Realistisches Modell vom Schloss im Stadtmuseum Wasserburg am Inn

Für Kling sind Pfleger seit 1301 mit Rudolf von Schärffenberg nachgewiesen. Im bayerischen Herzogsurbar ist auch noch von Turmwächtern die Rede. 1363 ist hier Heinrich von Amerang Pfleger. Der bedeutendste Pfleger war Zacharias von Hogenrain, Truchseß des Klosters Tegernsee, der in Wasserburg am Inn das Spital zum Heiligen Geist erbauen ließ.
1395 verpfändete Herzog Stephan von Bayern Burg und Gericht Kling an Wernhart dem Seiboldsdorfer, Pfleger zu Landshut. Die Rücklösung erfolgte noch vor 1400.
Herzog Wilhelm von Bayern überschrieb 1540 die Pflege und das Gericht zu Wasserburg und Kling auf Lebenszeit seinem Schwager, Wolf Graf zu Oetting, und dessen Gemahlin, eine Markgräfin von Baden. 1718 war Gräfin Ursula von Törring-Jettenbach Inhaberin der Pflege von Kling, 1799 Theresia Gräfin von Lodron. 1729 wurde die Pflege von einer Commenda des St. Georg Ritterordens und jeweils von einem Ordensritter wahrgenommen.
In der ersten Hälfte des 16. Jahrhunderts, und zwar 1543 unter Herzog Wilhelm IV., wurde die Burg Kling zu einem landesherrlichen Jagdschloss umgebaut. Graf Wolfgang von Oettingen, der das Schloss und die Pflege innehatte, entfaltete hier eine reiche Bautätigkeit. Wie aus den Bauanträgen noch des 18. Jahrhunderts nachweisbar ist, gliederte sich das Gebäude in das eigentliche Schloss, das Gerichtsschreiber-, Oberjäger- und Eisenamtshaus sowie eine unterhalb der Burg gelegene Taverne.
Während des Spanischen Erbfolgekriegs wurde die Burg 1704/05 durch kaiserliche Truppen besetzt, wobei die Außenanlagen zerstört wurden. 1788 wird das Schloss durch einen Blitzeinschlag beschädigt, 1797 wird der Fürstentrakt wegen Hangrutschgefahr abgebrochen. Nach der Auflösung des Pfleggerichts Kling im Jahre 1799 wurden die Gerichte Kling und Trostberg am 22. August 1803 zusammengelegt und der gemeinsame Sitz nach Obing verlegt; da die dortigen Gebäude nicht den Anforderungen genügten, wurde das Gericht 1808 nach Trostberg verlegt.
Das Schloss Kling wurde zwischen 1804 und 1834 abgebrochen. Im 19. Jahrhundert erfolgte der Bau von Wohngebäuden auf dem Schlossgelände.

Bilder
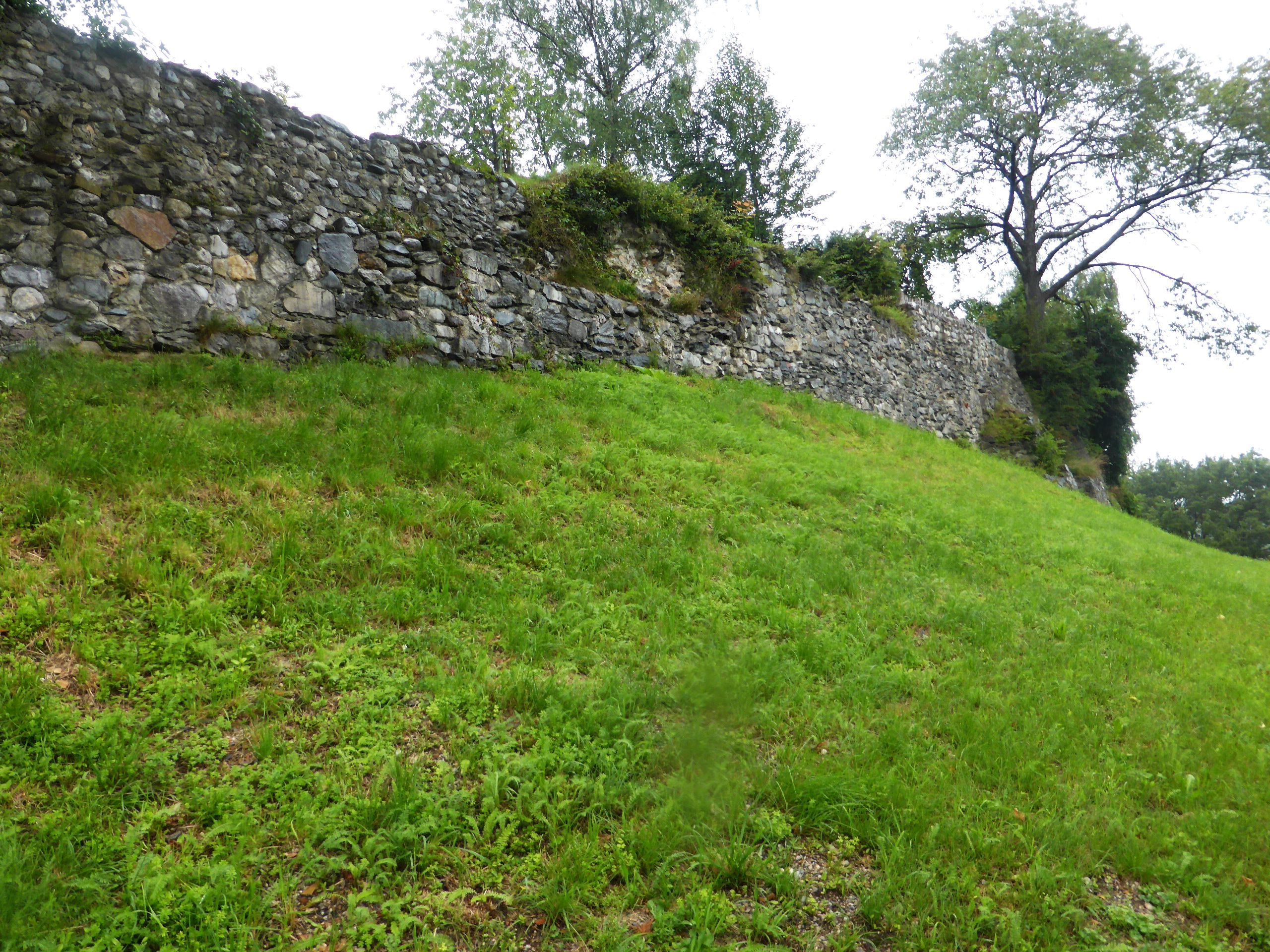
Burgmauer von Schloss Kling
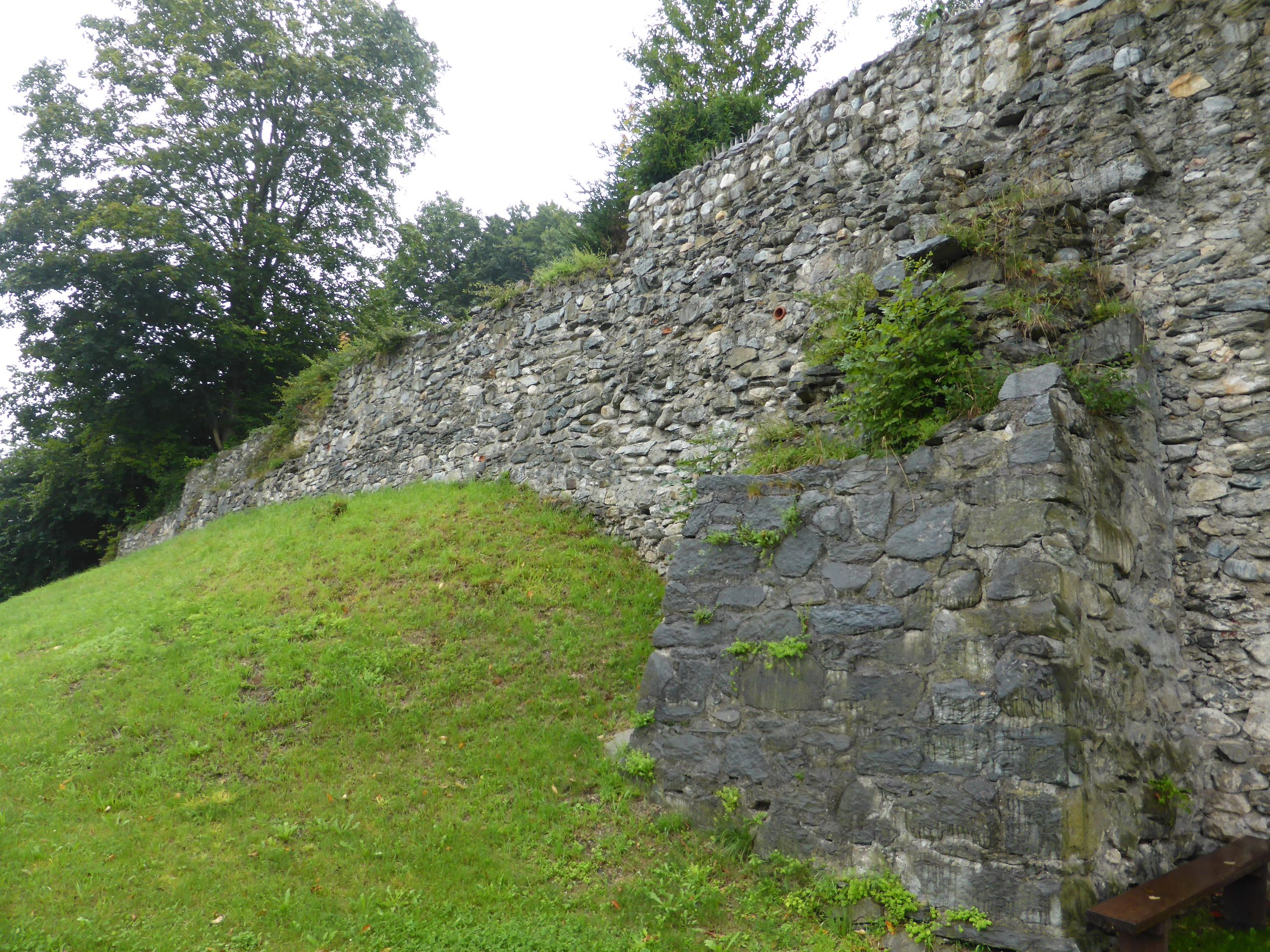
Stützpfeiler von Schloss Kling
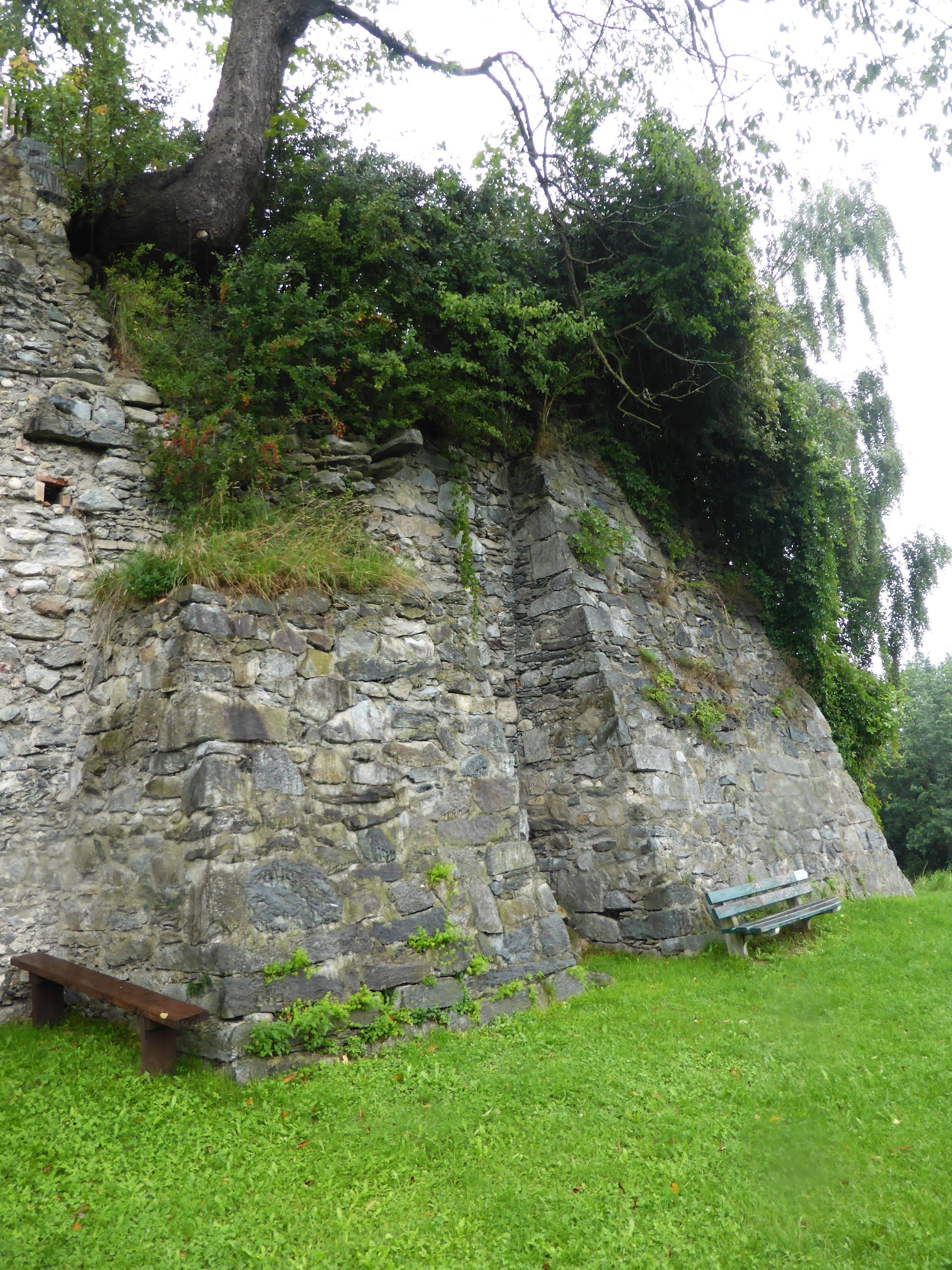
Stützpfeiler von Schloss Kling
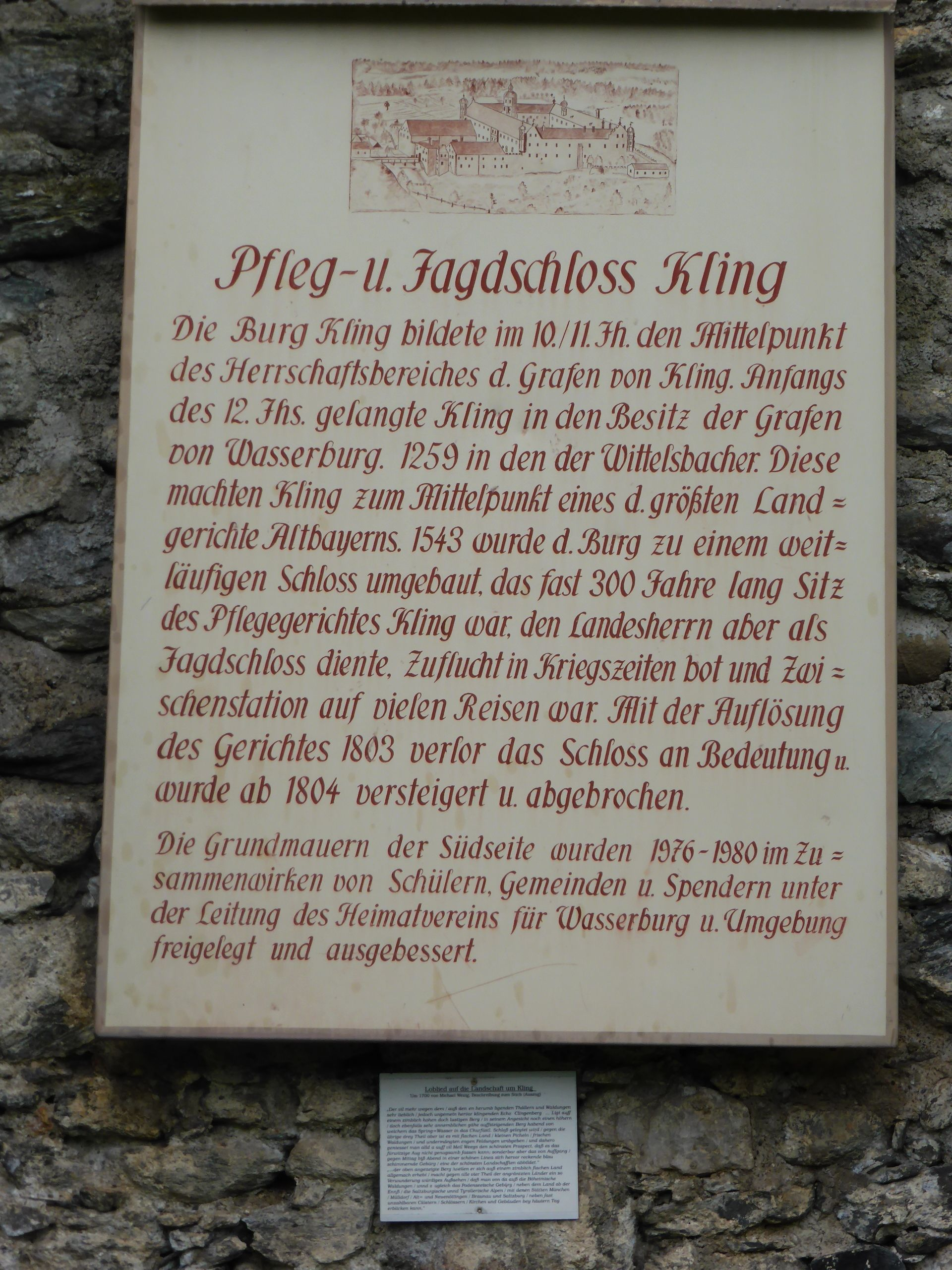
Gedenktafel am Schloss Kling
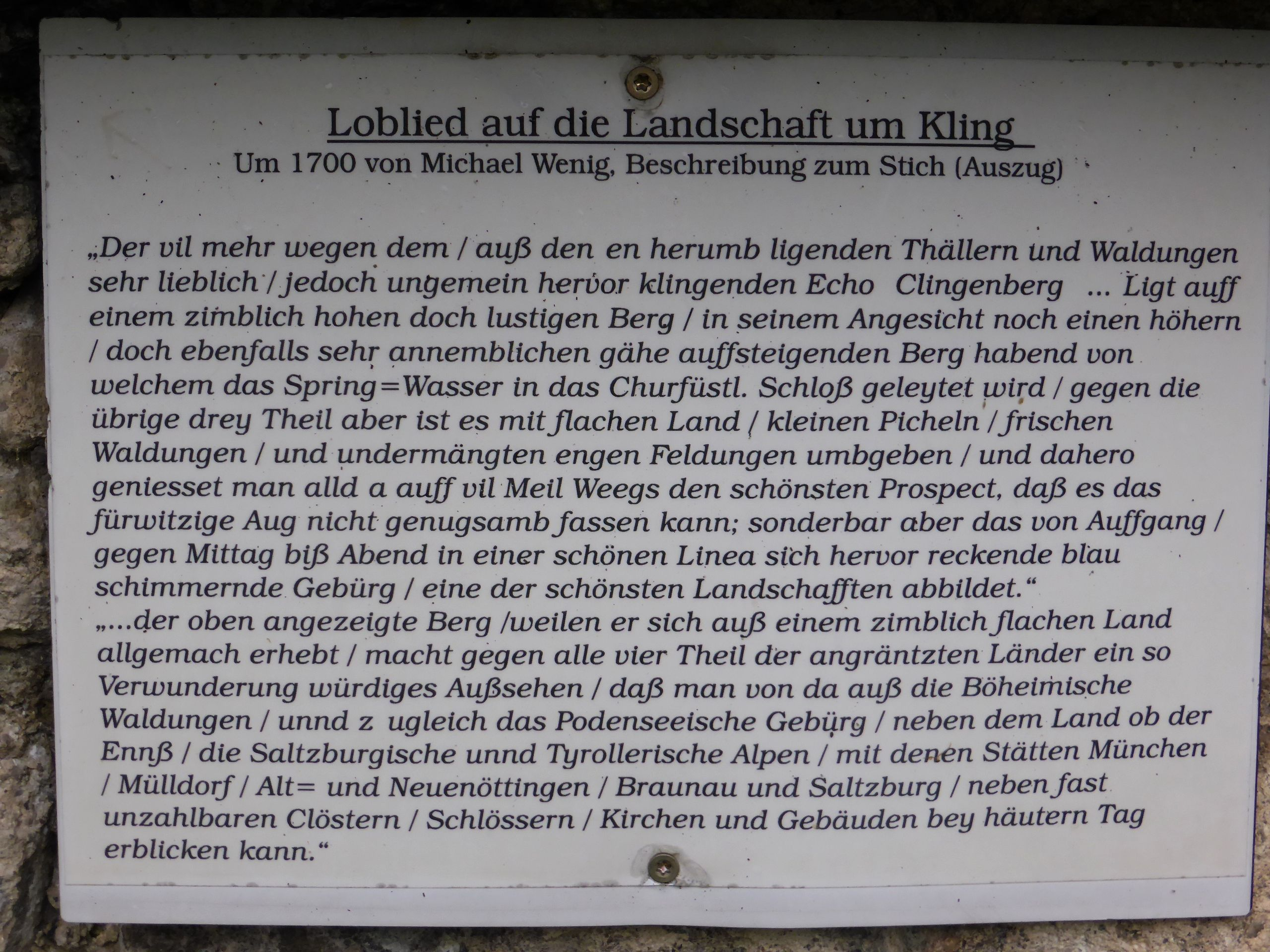
Loblied von Michael Wening für Kling

## Schloss Kling einst und jetzt
Kling war einst eine große Höhenburg in Spornlage. Wie der Stich von Michael Wening von 1721 zeigt, war das Renaissanceschloss eine Vierflügelanlage mit kleinen Scharwachtürmen an den Ecken und einem größeren Turm im Inneren des Schlosshofes. Im südlichen Fürstentrakt war eine Kapelle eingebaut. Vorgelagert waren zwei längsgestellte Gebäude, die mit Verbindungsmauern einen geschlossenen Vorhof bildeten. Das Schloss war durch einen Graben, der von einer Brücke überspannt wurde, geschützt.
Von der einst ansehnlichen Anlage sind nur mehr geringe Reste erhalten. 1976–1980 wurde die Stützmauer an der Südseite des ehemaligen Schlosses freigelegt. An der Südmauer befindet sich heute eine Informationstafel zur Geschichte der Burg, darunter Tafel mit einem Lobpreis von Michael Wening (1721) über eine der schönsten Landschafften. Die Ruinenreste sind frei zugänglich.